# Elektronička enciklopedija
Elektronička enciklopedija je enciklopedija objavljena i dostupna kroz elektroničke medije. U osnovi se razvrstava na elektroničke enciklopedije pohranjene na elektroničkom mediju, na CD-u, DVD-u i USB-memoriji te na drugu grupu, a to su mrežne enciklopedije. Kod enciklopedija pohranjenih na DVD-u i USB memoriji princip je isti kao i kod enciklopedija pohranjenih na CD-u, a jedina razlika je količina memorije koju medij može ponuditi.

## Povijest
S obzirom na brzi razvoj tehnologije u suvremenom svijetu bilo je za očekivati da će izdavači enciklopedija tražiti način da iskoriste prednosti novih tehnologija. Kao početna točka razvoja elektroničke enciklopedije se uzima 1945. godina u kojoj je Vannevar Bush predstavio svoj Memex. Daljnji razvoj se može također promatrati po godinama. Tako se dolazi do 1963. godine i „The automated multilevel encyclopedia“ (Bohnert; Kochen). Zatim, uz još neke prethodne događaje i pokušaje, godine 1980. „Academic American Encyclopedia“ je pokušala predstaviti enciklopediju u obliku Videotexa, nečega što se može povezati s današnjim teletekstom. Zatim 1986. izlazi „The Electronic encyclopedia“ na CD-u. 
Uz još neke događaje 90-ih godina prošlog stoljeća dolazi do znatnog napretka tako 1994. godine izlazi „Encyclopædia Britannica” online, a 1995. godine „Encyclopædia Britannica”  izlazi i na CD-u. Kako se je računalna tehnologija razvijala početkom 21.stoljeća elektronička je enciklopedija postupno prestajala biti elektronička verzija tiskane enciklopedije i postajala je samostalan proizvod prikladan vremenu u kojem živimo. Godine 2001. započinje projekt „Wikipedia“, a 2008. dolazi do odluke o prestanku objavljivanja Brockhausa u tiskanom obliku.

## Odlike elektroničke enciklopedije
Elektronička enciklopedija u odnosu na tiskanu enciklopediju ima neke odlike. 
Elektroničku enciklopediju karakterizira hipertekstualnost. U tiskanoj enciklopediji hipertekstualnost se pojavljuje u obliku uputnica dok u elektroničkoj umjesto uputnica postoje razne hiperveze. 
Dalje, odlika elektroničkih encikopedija je multimedijalnost i interaktivnost. Kod tiskanih enciklopedija multimedijalnost i interaktivnost se odlikuju u obliku ilustracija dok se kod elektroničkih enciklopedija javlja mogućnost animiranih grafičkih prikaza, snimljenih zvukova te video zapisa koji dopunjuju tekst. Također razvojem raznih alata za obradu podataka, javlja se potencijal za prave interaktivne enciklopedije koje bi čitateljima omogućavale pronalazak, odabir i klasifikaciju informacija prema njihovim specifičnim zahtjevima.
Iduća odlika, ali i prednost elektroničke enciklopedije nad tiskanom je opseg. Kao mogućnost javljaju se golemi kapaciteti pohrane za vrlo malu cijenu. Oslobođene tiskarskih troškova i procedura elektroničke enciklopedije imaju potencijal razviti se puno više od njihovih tiskanih verzija no onda treba imati na umu neke opasnosti kao što su upitna relevantnost i konciznost. Još jedna prednost elektroničke enciklopedije jest ažurnost. Kod tiskane enciklopedije je potrebno izdavati godišnjake i dopunjena izdanja dok se kod elektroničke enciklopedije javlja mogućnost kontinuiranog osvježavanja sadržaja. Iduća odlika elektroničke encikopedije je povezanost s vanjskim izvorima. Kod tiskanih enciklopedija povezanost se odlikuje kroz literaturu dok kod elektroničkih u literaturi postoje i hiperveze ka internetskim sadržajima. Hiperveze mogu biti dodijeljene automatski, uredničko ili mješovito. Zadnje dvije odlike su specifične za elektroničku enciklopediju jer kod tiskanih enciklopedija nema mogućnosti za njihovu provedbu. To su kooperativnost i adaptivnost. Kod tiskanih enciklopedija oduvijek postoji želja za kooperativnošću međutim do pojave elektroničkih enciklopedija ona je bila neizvediva. Kooperativnost odlikuje mogućnost trajna suradnje s korisnicima i dobivanje povratnih informacija. Zadnja odlika elektroničke enciklopedije je adaptivnost; prilagodba enciklopedije pojedinim korisnicima ovisno o dobi i predznanju, interesu i slično, dok je kod tiskane enciklopedija, izuzev specijaliziranih enciklopedija, prvenstveno zadržana ideja univerzalnosti.

## Enciklopedija na CD-u
Elektronički medij se je jako brzo razvijao i s obzirom na to na cd-u su se najprije javile neke manje enciklopedije ili one koje su bili namijenjene mlađim čitateljima. 1985. godine Grolier Inc. izdaje „Academic American Encyclopedia“ na cd-u. Ova verzija, koja je sadržavala samo tekst, dobiva 1990.,ilustracije,a 1992. nakon što dobiva audio i video sadržaj postaje „New Grolier Multimedia Encyclopedia“. Multimedijski sadržaji su uvedeni 1989.godine u „Compton’s MultiMedia Encyclopedia“ koju je posjedavala Encyclopædia Britannica, Inc. Četiri godine kasnije Microsoft izdaje „Microsoft Encarta Multimedia Encyclopedia“ koja je upotpunila tekst „Funk & Wagnall’s New Encyclopedia“ opsežnim grafikama te audio i video sadržajima.